# 1947 NBA Draft
1947 BAA Draft – pierwszy w historii draft NBA (wtedy BAA). Zostali w nim wybrani trzej późniejsi członkowie Basketball Hall of Fame: Harry Gallatin, Andy Phillip i Jim Pollard. Z pierwszym numerem wybrany został Clifton McNeely, jednak nie zagrał on nigdy w NBA.

## Legenda
Pogrubiona czcionka – wybór do All-NBA Team.
|  | - występ w NBA All-Star Game. |

Gwiazdka (*) - członkowie Basketball Hall of Fame.

## Runda pierwsza
| nr. | Zawodnik        | Drużyna NBA             | College        |
| --- | --------------- | ----------------------- | -------------- |
| 1   | Clifton McNeely | Pittsburgh Ironmen      | Texas Wesleyan |
| 2   | Glen Selbo      | Toronto Huskies         | Wisconsin      |
| 3   | Bulbs Ehlers    | Boston Celtics          | Purdue         |
| 4   | Walt Dropo      | Providence Steamrollers | Connecticut    |
| 5   | Dick Holub      | New York Knicks         | Long Island    |
| 6   | Chink Crossin   | Philadelphia Warriors   | Pennsylvania   |
| 7   | Jack Underman   | St. Louis Bombers       | Ohio State     |
| 8   | Paul Huston     | Chicago Stags           | Ohio State     |
| 9   | Dick O'Keefe    | Washington Capitols     | Santa Clara    |
| 10  | Larry Killick   | Baltimore Bullets       | Vermont        |

## Ważniejsi gracze wybrani w dalszych rundach
| nr. | Zawodnik        | Drużyna NBA       | College                  |
| --- | --------------- | ----------------- | ------------------------ |
|     | Harry Gallatin* | Baltimore Bullets | Northeast Missouri State |
|     | Andy Phillip*   | Chicago Stags     | Illinois                 |
|     | Jim Pollard*    | Chicago Stags     | Stanford                 |
|     | Red Rocha       | Toronto Huskies   | Oregon State             |